# Gheorghe Firczak
Gheorghe Firczak (n. 10 iunie 1955, Lupeni, Hunedoara, România) este un politician român de etnie ruteană, reprezentant al acestei minorități în Parlamentul României și un colaborator al fostei Securități. Gheorghe Firczak a fost deputat în legislaturile din perioada 2000-2016. În legislatura 2000-2004, Gheorghe Firczak a fost membru în grupurile parlamentare de prietenie cu Republica Libaneză, Republica Argentina și Ungaria; în legislatura 2004-2008, a fost membru   
în grupurile parlamentare de prietenie cu UNESCO, Ungaria și Republica Africa de Sud; în legislatura 2008-2012, a fost membru în grupurile parlamentare de prietenie cu Republica Guineea, Republica Malta, Republica Africa de Sud și Ungaria iar în legislatura 2012-2016 el a fost membru în grupul parlamentar de prietenie cu Ungaria. 
Gheorghe Firczak este doctor în istoria culturii de la Universitatea „Babeș-Bolyai”, Cluj-Napoca.  

## Critici
În legislatura 2008 - 2012, Gheorghe Firczak și-a angajat pe fiul său în funcția de consilier al propriului birou parlamentar cu venituri totale 62.580 ron, încălcând astfel articolul 70 din Legea 161/2003 privind conflictul de interese administrativ.